# Lee Joo-Hyung
Lee Joo-Hyung (Corea del Sur, 5 de marzo de 1973) es un gimnasta artístico surcoreano, especialista en la prueba de barras paralelas con la que ha conseguido ser campeón del mundo en 1999 y subcampeón olímpico en 2000.

## Carrera deportiva
En el Mundial de Tianjin 1999 gana el oro en paralelas, quedando por delante del ruso Alexei Bondarenko y el japonés Naoya Tsukahara, ambos empatados en la plata.
En los JJ. OO. de Sídney 2000 consigue la medalla de plata en paralelas, y la de bronce en barra horizontal, tras el ruso Alexei Nemov y el francés Benjamin Varonian.